# Comitatul Santa Clara, California
Comitatul Santa Clara este situat în statul California din SUA. Comitatul este amplasat în regiunea golfului San Francisco în așa numita Silicon Valley. În anul 2000 comitatul avea o populație de 1.680.000 loc. Sediul administrativ al comitatului se află în San Jose, California. 

## Istoric
Comitatul a luat naștere în anul 1850, în anul 1853 vor fi cedate câteva regiuni comitatului Alameda, California. Denumirea comitatului provine de la Mission Santa Clara de Asis.

## Date geografice
Comitatul se întinde pe o suprafață de 3.377 km². Se învecinează în nord cu comitatul San Mateo. Comitatul Santa Clara este traversat de falia San-Andreas, care este o crăpătură  din scoarța terestră cu o lungime de 1.100 km,  care marchează linia de graniță dintre placa continentală americană și placa tectonică  a Pacificului. Această crăpătură fiind cauza cutremurelor din regiunile  din golful San Francisco.